# Maersk Norwich
Maersk Norwich är ett containerfartyg som är 210 meter långt och 30 meter brett och byggdes 2006 på varvet STX Shipbuilding Co. i Sydkorea. Hon har en topphastighet på 22,6 knop. Max vikt med last är 34 000 ton. Fartyget hette ursprungligen Lucie Schulte. Hon ägs av Schulte Group och befraktas av Maersk under Singapores flagg.